# Csári
Csári (szlovákul Čáry) község Szlovákiában, a Nagyszombati kerületben, a Szenicei járásban.

## Fekvése
Szenicétől 22 km-re nyugatra fekszik.

## Története
A régészeti leletek tanúsága szerint a község területén már a kőkorszakban is éltek emberek, de megtalálhatók itt a római kor és a Nagymorva Birodalom időszakából származó emlékek is.
A falut csak 1392-ben említik először, bár valószínűleg már a 13. században létezett. A holicsi uradalom birtokai között "Cher" néven említik ekkor, melyet Zsigmond király hívének, Stíbornak adott. 1423 és 1440 között a husziták tartották uralmuk alatt a települést. 1588-ban "Chiary", tíz évvel később "Czary" néven említi oklevél. A Czobor család birtokaként a holics-sasvári uradalom része volt. 1715-ben 11 adózó háztartása állt. 1729-ben malom épült a községben, majd 1742-ben már papírmalma is létezett. 1736-tól a Habsburg család birtoka. 1752-ben 65 család élt a községben. 1787-ben 97 házában 648 lakos élt. Katolikus iskolája 1812-ben létesült. 1828-ban 138 házát 969-en lakták. 1842-ben a falu egy része gróf Puthon birtokába kerül.
Vályi András szerint "CSÁRI. Tót falu Nyitra Vármegyében, földes Ura a’ Felséges Uralkodó, lakosai katolikusok, fekszik Sassinhoz nem meszsze, ’s ennek filiája, Holitstól két mértföldnyire, a’ Sassini Uradalomhoz tartozik, vagyon ugyan fája tűzre, és épűletre is, malma helyben, piatzozása igen közel, réttyei első osztálybéliek, de mivel szőlő hegye nintsen, és legelője is sovány, földgye harmadik Osztálybéli, mellyekre való nézve az egész helység a’ második Osztályba tétetett."
Fényes Elek szerint "Csári, tót falu, Nyitra vgyében, a Miava partján, Sasvártól nyugotra egy kis órányira. Lakja 1022 kath., 12 zsidó. Szántóföldei nagy részint homokosok, de jó rozsot termők; sok szénát csinál s szép szarvasmarhát nevel, kendert termeszt. Miaván malmai vannak. F. u. ő cs. k. felsége."
A trianoni békeszerződésig Nyitra vármegye Szenicei járásához tartozott.

## Népessége
| Év:            | 1994. | 2004.   | 2014.   | 2024.   |
| -------------- | ----- | ------- | ------- | ------- |
| Emberek száma: | 1184  | 1251    | 1290    | 1279    |
| Eltérés:       |       | +5,65 % | +3,11 % | -0,85 % |

| Év:            | 2023. | 2024.   |
| -------------- | ----- | ------- |
| Emberek száma: | 1277  | 1279    |
| Eltérés:       |       | +0,15 % |

1910-ben 1252, túlnyomórészt szlovák anyanyelvű lakosa volt.
2001-ben 1249-en lakták, ebből 1199 szlovák, 27 cigány, 8 cseh, 2 lengyel, 2 magyar, 1 ukrán és 10 ismeretlen nemzetiségű.
2011-ben 1268 lakosából 1095 szlovák és 86 cigány volt.

## Neves személyek
- Itt született 1853-ban Kollár Márton szlovák-magyar politikus, országgyűlési képviselő, római katolikus pap, újságíró.
- Itt hunyt el 1884-ben Lachmann Tódor római katolikus plébános.

## Nevezetességei
- Szent Márton tiszteletére szentelt római katolikus temploma 1653-ban épült barokk stílusban.